# Massacre em Gilgit em 1988
O massacre em Gilgit em 1988 refere-se ao assassinato em massa patrocinado pelo Estado  e estupro de civis xiitas do distrito de Gilgit que se revoltaram contra o regime islâmico sunita do ditador militar Zia-ul-Haq, responsável pela perseguição veemente às minorias religiosas como parte de seu programa de islamização. 
O massacre foi precedido por tumultos anti-xiitas no início de maio de 1988, que foram causados por uma disputa sobre a observação da lua para o Eid al-Fitr após o Ramadã entre os muçulmanos xiitas e os sunitas. Os sunitas locais, que ainda estavam jejuando pelo Ramadã, atacaram os xiitas locais que anunciaram o início das celebrações do Eid na cidade de Gilgit, levando a violentos confrontos entre as duas seitas.  Em resposta aos motins e a revolta contra o regime de Zia-ul-Haq, o Exército do Paquistão liderou um grupo armado de tribais sunitas locais de Chilas, acompanhados por militantes sunitas liderados por Osama bin Laden do Afeganistão, bem como da Província da Fronteira Noroeste do Paquistão até a cidade de Gilgit e áreas adjacentes a fim de reprimir a revolta. Estima-se que algo entre 150 e 900 muçulmanos xiitas foram mortos no massacre e na violência resultantes, nos quais aldeias inteiras também foram incendiadas. O massacre também resultou no estupro em massa de centenas de mulheres muçulmanas xiitas por tribos sunitas. 